# Zawitne (obwód wołyński)
Zawitne (ukr. Завітне) – wieś na Ukrainie w rejonie łuckim obwodu wołyńskiego.
Do 2020 w rejonie kiwereckim. 